# عیسی لیقوانی
میرزا عیسی خان امیرمعتضد (زاده ۱۲۷۱ خورشیدی در تبریز) که نام خانوادگی لیقوانی برگزید، از مالکان آذربایجان و نماینده مجلس شورای ملی بود.
پدرش لطف‌الله خان صدق‌السلطنه از مالکان بزرگ آذربایجان بود که وسعت املاکش در آن خطه، ضرب‌المثل بود. لطف‌الله خان در دوره‌های پنجم و ششم مجلس شورای ملی نمایندگی تبریز را در مجلس شورای ملی به عهده داشت اما چون سنش از هفتاد که حداکثر حد نصاب سنی برای نمایندگی بود بالاتر رفت، در دوره‌های بعدی نتوانست در انتخابات شرکت کند و به جای او از دوره هشتم (سال ۱۳۰۹) پسرش عیسی خان به مجلس رفت.
عیسی خان در دارالفنون تبریز در رشته نظامی تحصیل کرد. در دوره‌های هشتم تا سیزدهم نماینده تبریز در مجلس شورای ملی بود اما در دوره بعد که مصادف با دوران اشغال ایران در جنگ جهانی دوم و رشد فرقه دموکرات در آذربایجان بود، نه تنها نتوانست در انتخابات به موفقیتی دست یابد بلکه جانش نیز در خطر افتاد.